# Heo Ga-yoon
Dans ce nom coréen, le nom de famille, Heo, précède le nom personnel.
Pour les articles homonymes, voir Heo.
Heo Ga-yoon (coréen : 허가윤, Heo Ga Yun suivant la romanisation actuelle), souvent simplifiée Gayoon née le 18 mai 1990 à Séoul, est une chanteuse et danseuse sud-coréenne. Elle était membre du girl group 4Minute.

## Biographie
Elle sort du lycée de jeunes filles de Dongduk (ko:동덕여자고등학교 동덕여자고등학교), et suit des études de théâtre à l'Université Dongguk.

### Carrière
Heo Ga-yoon a rejoint les 4Minute le 12 juin 2009.
Le 4 novembre 2010, elle a joué dans le clip du single I'm Yours du chanteur Mario avec Seulong du boys band 2AM.
Le 11 février 2010, elle participe à l'OST (bande originale) du drama The Woman Who Still Wants To Marry, en formant un duo avec  Han Ye Ji sur le single One Two Three.
Le 3 septembre 2010, Ga-yoon fait un featuring avec le boys band Sunny Side sur la chanson Bad Guy Good Girl, pour leur album du même nom.
En octobre 2010, elle a chanté la chanson Let's Go avec différents chanteurs sud-coréens, comme G.NA, au sommet du G20 de 2010.
Le 5 janvier 2011, Heo Ga-yoon sort le single Wind Blow pour la bande originale du drama d'MBC My Princess.
Le 17 mai 2011, elle publie la chanson Shameless Lie pour la série télévisée d'SBS Lie To Me, composée par Jadu et E-Tribe.
Ga-yoon fait ses débuts d'actrice dans la série I’m a Flower Too, fin d'année 2011. Le 18 octobre, il est révélé qu'elle fait une simple apparition en tant qu'étudiante universitaire, une amie d'enfance de Cha Bong Sun (joué par Lee Ji-ah).
Le 24 octobre 2011, elle a fait par ailleurs la bande originale du drama Poseidon de KBS, avec la chanson I Think It Was a Dream.
Le 22 décembre 2011, les directeurs du label Cube Entertainment annoncent la sortie d'un nouveau girl group composé de deux membres des 4Minute, Gayoon et Ji-yoon. On apprend peu après que le groupe - ou plutôt sous-unité - se nomme 2YOON (faisant référence à l'effectif et leur nom de scène). Le groupe sort le mini album Harvest Moon le 17 janvier 2013, ayant pour chanson phare 24/7.

## Discographie

### Featurings et solos
| Année | Titre                                  | Chanson                | Durée | Artiste(s)                                                            |
| ----- | -------------------------------------- | ---------------------- | ----- | --------------------------------------------------------------------- |
| 2010  | MBC The Woman Who Still Wants To Marry | One Two Three          | 03:33 | Duo avec Han Ye Ji                                                    |
| 2010  | Bad Guy Good Girl (album)              | Bad Guy Good Girl      | 03:08 | Duo avec Sunny Side                                                   |
| 2011  | MBC My Princess                        | Wind Blow              | 04:11 | Solo                                                                  |
| 2011  | SBS Lie to Me                          | Shameless Lie          | 04:15 | Solo                                                                  |
| 2011  | KBS Poseidon                           | I Think It Was a Dream | 03:59 | Solo                                                                  |
| 2012  | Road For Hope                          | Be Alright             | 04:06 | Featuring avec Yang Yoseob des B2ST, G.NA, et Lee Changseob des BTOB. |

## Filmographie

### Télévision
| Année | Titre            | Rôle                                   | Chaîne |
| ----- | ---------------- | -------------------------------------- | ------ |
| 2011  | I’m a Flower Too | Une étudiante universitaire            | MBC    |
| 2012  | Light and Shadow | La leader du girl group Purple Sisters | MBC    |

## Apparition dans des clips
| Année | Chanson           | Artiste(s)                    | Rôle      |
| ----- | ----------------- | ----------------------------- | --------- |
| 2008  | I'm Yours         | Mario                         | Elle-même |
| 2010  | Bad Guy Good Girl | Sunny Side                    | Elle-même |
| 2010  | Let's Go          | Pour le sommet du G20 de 2010 | Elle-même |